# 梓树单囊壳
梓树单囊壳（学名：Sphaerotheca catalpae）是属于白粉菌目白粉菌科单囊壳属的一种真菌，寄生在梓树上。该种分布于中国。